# Nora Illi
Nora Illi (Uster, 3 aprile 1984 – Bremgarten bei Bern, 23 marzo 2020) è stata una predicatrice, attivista e blogger svizzera che si convertì all'islam. Presidente del Consiglio centrale islamico della Svizzera, prese parte a diversi talk show televisivi suscitando accese discussioni con le sue opinioni intellettuali e politiche.

## Biografia
Nora Illi nacque a Uster, figlia di uno psicoterapeuta tedesco e di un'assistente sociale svizzera, che in seguito divorziarono. Lasciata la scuola superiore, si iscrisse a un corso di formazione da poligrafa.
Sposò l'informatico Qaasim Illi, col quale ebbe sei figli.
Dal 2016 apparve in diversi talk-show, suscitando numerose polemiche per il niqab da lei indossato.
Il 23 marzo 2020 è deceduta per un cancro al seno, all'età di 35 anni.